# Trophée Banque Bpost 2013-2014
Navigation
2012-2013 2014-2015
Le Trophée Banque Bpost 2013-2014 est la 27e édition du Trophée Banque Bpost (anciennement Trophée Gazet van Antwerpen). Il est composé de huit manches pour les hommes élites et espoirs et pour les femmes et quatre pour les juniors, toutes ayant lieu en Belgique entre le 13 octobre 2013 et le 23 février 2014. Toutes les courses élites et femmes font partie du calendrier de la saison de cyclo-cross masculine et féminine 2013-2014. Pour la seconde année consécutive, l'ensemble des résultats obtenus lors des courses des élites hommes donne lieu à un classement général au temps et non par points comme avant. Pour les femmes ce classement au temps est également mis en place pour la première fois. Par contre, pour les espoirs le format du classement général par points ne change pas par rapport aux autres années. Les juniors, quant à eux, n'ont pas de classement officiel.

## Hommes élites

### Résultats
| # | Date         | Lieu                                      | Vainqueur     | Deuxième          | Troisième        | Leader du classement général |
| - | ------------ | ----------------------------------------- | ------------- | ----------------- | ---------------- | ---------------------------- |
| 1 | 13 octobre   | Renaix (GP Mario De Clercq)               | Sven Nys      | Martin Bína       | Niels Albert     | Sven Nys                     |
| 2 | 1er novembre | Audenarde (Koppenbergcross)               | Tom Meeusen   | Kevin Pauwels     | Klaas Vantornout | Sven Nys                     |
| 3 | 16 novembre  | Hasselt (GP d'Hasselt)                    | Sven Nys      | Niels Albert      | Klaas Vantornout | Sven Nys                     |
| 4 | 21 décembre  | Essen (GP Rouwmoer)                       | Kevin Pauwels | Sven Nys          | Niels Albert     | Sven Nys                     |
| 5 | 27 décembre  | Loenhout (Azencross)                      | Sven Nys      | Rob Peeters       | Niels Albert     | Sven Nys                     |
| 6 | 1er janvier  | Baal (Grand Prix Sven Nys)                | Sven Nys      | Zdeněk Štybar     | Niels Albert     | Sven Nys                     |
| 7 | 8 février    | Lille (Krawatencross)                     | Sven Nys      | Lars van der Haar | Tom Meeusen      | Sven Nys                     |
| 8 | 23 février   | Oostmalle (Internationale Sluitingsprijs) | Niels Albert  | Tom Meeusen       | Kevin Pauwels    | Sven Nys                     |

### Classement général
Le classement n'est plus un classement aux points, mais un classement aux temps (comme en cyclisme sur route). Des secondes de bonifications sont également distribuées par le biais de sprints intermédiaires, où les trois premiers coureurs obtiennent respectivement 15, 10 et 5 secondes de bonus tout comme les trois premières places à l'arrivée qui rapportent les mêmes nombres de secondes.
| Pos | Coureur             |    | Temps           |
| --- | ------------------- | -- | --------------- |
| 1   | Sven Nys            | en | 6 h 02 min 27 s |
| 2   | Niels Albert        | +  | 2 min 57 s      |
| 3   | Thijs van Amerongen |    | 6 min 38 s      |
| 4   | Rob Peeters         |    | 7 min 27 s      |
| 5   | Philipp Walsleben   |    | 7 min 51 s      |
| 6   | Tom Meeusen         |    | 8 min 29 s      |
| 7   | Klaas Vantornout    |    | 8 min 32 s      |
| 8   | Bart Aernouts       |    | 9 min 11 s      |
| 9   | Kevin Pauwels       |    | 13 min 25 s     |
| 10  | Corné van Kessel    |    | 14 min 47 s     |

## Femmes élites

### Résultats
| # | Date         | Lieu                                      | Vainqueur         | Deuxième          | Troisième        | Leader du classement général |
| - | ------------ | ----------------------------------------- | ----------------- | ----------------- | ---------------- | ---------------------------- |
| 1 | 13 octobre   | Renaix (GP Mario De Clercq)               | Nikki Harris      | Helen Wyman       | Sanne Cant       | Nikki Harris                 |
| 2 | 1er novembre | Audenarde (Koppenbergcross)               | Helen Wyman       | Sanne Cant        | Nikki Harris     | Helen Wyman                  |
| 3 | 16 novembre  | Hasselt (GP d'Hasselt)                    | Sanne Cant        | Helen Wyman       | Gabriella Durrin | Helen Wyman                  |
| 4 | 21 décembre  | Essen (GP Rouwmoer)                       | Sanne Cant        | Helen Wyman       | Nikki Harris     | Helen Wyman                  |
| 5 | 27 décembre  | Loenhout (Azencross)                      | Marianne Vos      | Katherine Compton | Helen Wyman      | Helen Wyman                  |
| 6 | 1er janvier  | Baal (Grand Prix Sven Nys)                | Katherine Compton | Marianne Vos      | Nikki Harris     | Helen Wyman                  |
| 7 | 8 février    | Lille (Krawatencross)                     | Sanne Cant        | Marianne Vos      | Helen Wyman      | Helen Wyman                  |
| 8 | 23 février   | Oostmalle (Internationale Sluitingsprijs) | Sanne Cant        | Loes Sels         | Helen Wyman      | Sanne Cant                   |

### Classement général
| Pos | Coureuse          |    | Temps           |
| --- | ----------------- | -- | --------------- |
| 1   | Sanne Cant        | en | 5 h 19 min 05 s |
| 2   | Helen Wyman       | +  | 1 min 24 s      |
| 3   | Nikki Harris      |    | 2 min 57 s      |
| 4   | Sophie de Boer    |    | 14 min 18 s     |
| 5   | Ellen Van Loy     |    | 16 min 35 s     |
| 6   | Githa Michiels    |    | 18 min 23 s     |
| 7   | Marianne Vos      |    | 21 min 50 s     |
| 8   | Loes Sels         |    | 23 min 17 s     |
| 9   | Pavla Havlikova   |    | 23 min 17 s     |
| 10  | Sabrina Stultiens |    | 23 min 43 s     |

## Hommes espoirs

### Résultats
| # | Date         | Lieu                                      | Vainqueur            | Deuxième             | Troisième              | Leader du classement général |
| - | ------------ | ----------------------------------------- | -------------------- | -------------------- | ---------------------- | ---------------------------- |
| 1 | 13 octobre   | Renaix (GP Mario De Clercq)               | Mathieu van der Poel | Gianni Vermeersch    | Wout van Aert          | Mathieu van der Poel         |
| 2 | 1er novembre | Audenarde (Koppenbergcross)               | Laurens Sweeck       | Wout van Aert        | Mathieu van der Poel   | Mathieu van der Poel         |
| 3 | 16 novembre  | Hasselt (GP d'Hasselt)                    | Wout van Aert        | Mathieu van der Poel | Gianni Vermeersch      | Wout van Aert                |
| 4 | 21 décembre  | Essen (GP Rouwmoer)                       | Wout van Aert        | Laurens Sweeck       | Mathieu van der Poel   | Wout van Aert                |
| 5 | 27 décembre  | Loenhout (Azencross)                      | Wout van Aert        | David van der Poel   | Tim Merlier            | Wout van Aert                |
| 6 | 1er janvier  | Baal (Grand Prix Sven Nys)                | Wout van Aert        | Mathieu van der Poel | Michael Vanthourenhout | Wout van Aert                |
| 7 | 8 février    | Lille (Krawatencross)                     | Wout van Aert        | Mathieu van der Poel | Laurens Sweeck         | Wout van Aert                |
| 8 | 23 février   | Oostmalle (Internationale Sluitingsprijs) | Yorben Van Tichelt   | Mathieu van der Poel | Wout van Aert          | Wout van Aert                |

### Classement général
| Pos | Coureur                | Points |
| --- | ---------------------- | ------ |
| 1   | Wout van Aert          | 166    |
| 2   | Mathieu van der Poel   | 151    |
| 3   | Laurens Sweeck         | 126    |
| 4   | Tim Merlier            | 112    |
| 5   | Toon Aerts             | 111    |
| 6   | Yorben Van Tichelt     | 96     |
| 7   | David van der Poel     | 94     |
| 8   | Michael Vanthourenhout | 94     |
| 9   | Gianni Vermeersch      | 93     |
| 10  | Jens Adams             | 91     |

## Hommes juniors

### Résultats
| # | Date         | Lieu                                      | Vainqueur       | Deuxième          | Troisième      |
| - | ------------ | ----------------------------------------- | --------------- | ----------------- | -------------- |
| 1 | 13 octobre   | Renaix (GP Mario De Clercq)               | Eli Iserbyt     | Gianni Van Donink | Kobe Goossens  |
| 2 | 1er novembre | Audenarde (Koppenbergcross)               | Yannick Peeters | Pascal Eenkhoorn  | Jens Teirlinck |
| 3 | 1er janvier  | Baal (Grand Prix Sven Nys)                | Yannick Peeters | Gianni Van Donink | Stijn Caluwé   |
| 4 | 23 février   | Oostmalle (Internationale Sluitingsprijs) | Yannick Peeters | Stijn Caluwé      | Thijs Aerts    |